# Atletismo nos Jogos Pan-Americanos de 1971 - 100 m feminino
A prova dos 100 m feminino nos Jogos Pan-Americanos de 1971 foi realizada em Cali, Colômbia.

## Medalhistas
| Ouro                          | Prata                      | Bronze                 |
| Iris Davis USA Estados Unidos | Stephanie Berto CAN Canadá | Silvia Chivas CUB Cuba |

## Resultados
| Posição           | Nome            | Nacionalidade      | Tempo | Notas |
| ----------------- | --------------- | ------------------ | ----- | ----- |
| Medalha de ouro   | Iris Davis      | USA Estados Unidos | 11.25 |       |
| Medalha de prata  | Stephanie Berto | CAN Canadá         | 11.40 |       |
| Medalha de bronze | Silvia Chivas   | CUB Cuba           | 11.47 |       |
| 4                 | Orien Brown     | USA Estados Unidos | 11.49 |       |
| 5                 | Juana Mosquera  | COL Colômbia       | 11.49 |       |
| 6                 | Rosie Allwood   | JAM Jamaica        | 11.65 |       |
| 7                 | María Vilca     | PER Peru           | 11.99 |       |